# 1950-es Vuelta ciclista a España
Az 1950-es Vuelta ciclista a España volt a 9. spanyol körverseny. 1950. augusztus 17-e és szeptember 10-e között rendezték. A verseny össztávja 3932 km volt, és 22 szakaszból állt. Végső győztes a spanyol Emilio Rodríguez lett.

## Végeredmény
|    | Versenyző         | Csapat | Idő            |
| -- | ----------------- | ------ | -------------- |
| 1  | Emilio Rodríguez  |        | 134 óra 49' 19 |
| 2  | Manolo Rodríguez  |        | 15' 30         |
| 3  | José Serra        |        | 16' 05         |
| 4  | Bernardo Ruiz     |        | 19' 16         |
| 5  | Umberto Drei      |        | 25' 23         |
| 6  | Senen Mesa        |        | 31' 44         |
| 7  | Bernardo Capo     |        | 36' 29         |
| 8  | Alighiero Ridolfi |        | 46' 38         |
| 9  | Antonio Gelabert  |        | 47' 03         |
| 10 | Jesús Loroño      |        | 1 óra 00' 26   |